# 353. Infanterie-Division (Wehrmacht)
Die 353. Infanterie-Division war eine deutsche Infanteriedivision im Zweiten Weltkrieg. 

## Geschichte

### Aufstellung
Die Division wurde am 5. November 1943 in der Bretagne im besetzten Frankreich aufgestellt. 

### Operation Overlord
Während der Normandie-Schlacht und im Kessel von Falaise weitgehend dezimiert.

### Auffrischung
Deshalb wurde die Division im Raum Trier im November 1944 personell in erheblichem Maße wiederaufgebaut. 

### Kapitulation
Im April 1945 ergab sich die Einheit der US-Armee im Ruhrkessel.